# Ulrika Bergman (skådespelare)
Ulrika Louise Edman, född Bergman 5 februari 1985, är en svensk barnskådespelare.
Hon är känd som Annika i TV-serien Eva & Adam. TV-serien gick i två säsonger åren 1999–2000 och ett år senare kom långfilmen Eva & Adam – fyra födelsedagar och ett fiasko (2001) som uppföljare.

## Filmografi
- 1999–2000 – Eva & Adam (TV-serie)
- 2001 – Eva & Adam - fyra födelsedagar och ett fiasko